# ブラバゾン委員会
ブラバゾン委員会（ブラバゾンいいんかい、英語：Brabazon Committee）は第二次世界大戦中の1942年12月23日に、イギリス帝国の将来の民間旅客機び市場の需要を調査するために設立された。予測される航空技術の進展による影響や戦後の帝国植民地（南アジア、アフリカ、中近東）とイギリス連邦（オーストラリア、カナダ、ニュージーランド）における旅客、郵便、貨物の航空需要の見積もりを、広範囲にわたって明らかにすることが企図された。
調査はイギリス帝国とイギリス連邦の双方が政治と経済の両面から、戦後の世界での存続と自主独立を容易にするために、航空システム（主に航空機）が不可欠であると認識され、受け入れられた。もし需要を理解できず、航空システムに提供するための産業社会資本の開発や必要なサブシステムの供給や世界的な航空輸送の維持ができなければ軍事及び、商業上の理由から帝国は単純に存在し続けることはできなかった。

## 背景
第二次世界大戦中の1942年、アメリカとイギリスは多発航空機の製造の責任の分割に合意し、アメリカは輸送機、イギリスは重爆撃機を担当した。
この決定の結果、戦争の終結までイギリスでの輸送機の設計、製造、最終組み立ての経験を得られず、生産設備または同分野の訓練された人材が乏しくなることがまもなく認識された。しかし、強力な生産設備を築き上げたアメリカでは軍用輸送機の設計を基に民間航空機を製造し、そして重要なことに、戦後の大英帝国とイギリス連邦の民間航空輸送における需要を満たすためにこれらの航空機を購入する必要があることが予想された。
委員会は1943年2月に将来のイギリスの民間旅客機市場の調査のためにジョン・ムーア＝ブラバゾンの主導の下で会合を始めた。彼らは異なる市場分野の需要をさらに明確にするために2年以上にわたり複数の設計案と技術検討の会合を複数回行った。
最終報告書は委員会と国有航空会社で後のブリティッシュ・ヨーロピアン航空(BEA)である英国海外航空(BOAC)のメンバーによって調査された4種類の機体の開発を進言した。

## 報告書
報告書は当初4機種で後に5機種の航空機が戦後必要になると提言した。
- I型はロンドン - ニューヨーク間のような12時間の旅行の豪華座席の長距離大容量路線向けの超大型の大陸横断旅客機

- II型は短距離路線でDC-3やデ・ハビランド DH.89 ドラゴン・ラピードを更新する事が想定されたがBEAはより大型で大容量の設計を求めた。II型は後にピストンエンジン式のIIAとターボプロップ式のIIBの2つの設計に分割された。

- III型は大英帝国の様々な路線向けの大型中距離旅客機だった。

- IV型は最も先進的なジェットエンジンを備えた100席の機体だった。これはメンバーの一員で彼の会社がイギリス初のジェット戦闘機の開発に関与していたジェフリー・デハビランドによって個人的に付け加えられた。IV型はもし仮にジェット旅客機の概念が実用化されればIII型や他の多くの短距離機を置き換える事が可能だった。

- V型はII型の設計案が大型化された後に短距離路線を満たすための仕様である。

委員会は1943年8月から1945年11月の間に複数回、報告書を発表し、発表毎に、それぞれの機種の仕様を固めていった。

## 航空機
1944年、軍需省はこれら全ての機体の開発を開始した。これは政府の航空機生産の為の通常の方法で行われた。軍用仕様に則り航空機メーカーが設計や試作機を提供した。
I型設計は軍用仕様2/44によって開発され、ブリストル ブラバゾンとMiles X-15によって争われた。短時間の選定の結果、I型は戦時中に"100トン爆撃機"を生産したブリストル飛行機が担当する事になった。
II型はより複雑な過程を辿った。複数の企業が元の仕様の設計を提出したがヴィッカースはターボプロップへ転換した。委員会の一部に疑念があり、彼らは仕様をターボプロップの設計と同様に"予備"としてピストンエンジンの設計を同時並行で進めるように二分割した。
これによりIIA型とIIB型に分割され、デ・ハビランド DH.104 ダブとエアスピード アンバサダーはIIA型の要求を満たし、ヴィッカースVC.2 Viceroyとアームストロング・ホイットワースA.W.55アポロはIIB型(仕様 8/46)の要求を満たした。
IIA型はエアスピード アンバサダーとして開発された。
IIB型はビッカース バイカウントとして開発された。
IIIB型はアブロ チューダーとして開発された。
IV型はデ・ハビランドによって世界初のジェット旅客機であるコメットとなる。
VA型はハンドレページ マラソンとして開発された。
VB型はデ・ハビランド DH.104 ダブとして開発された。

## 成功と失敗
6機種のブラバゾンの設計が生産されたが成功と呼べるのはわずか2機種だけだった。他の2機種は社会情勢次第で成功していた可能性がある。残りの2機種は失敗するべくして失敗した。
I型は開始時から失敗だった。設計はBOACの感覚的な需要に基づいて設計され、振り返って見ると確かに奇妙で、他の航空会社では採用されなかった。彼らは当時、航空機の旅客は特に裕福な者か公務員のみが航空旅行の代金を払えると信じていた。これにより旅客一人あたりの空間が長時間旅行を考慮して大きくなり運用費用が高価になりすぎた。副次的効果として長距離飛行能力をこれらの設計に取り入れる事に失敗し、同じ機体に旅客数を増やす概念は検討されなかった。ブラバゾン試作機は1機のみが製造され、未完成の2機目と共に解体されるまでの間、飛行した。
II型のみこのシリーズで明らかに成功した。原型の短距離路線用の設計より小型のダブの設計は最終的には大成功で生産機数は100機以上に達した。同規模のもう一方のバイカウントはこの規模では間違いなく最も成功した機体の一つであり同様に100機以上生産された。
アンバサダーとハンドレページ マラソンは動力として"危険な"ターボプロップを搭載した競合機種と競う事を余儀なくされた。ハンドレページは1950年代半ばにエンジンをターボプロップのロールス・ロイス ダートに換装した事によってハンドレページ ダートヘラルドになり、より大型のバイカウントに対して部分的に勝利を収めた。
III型は全て成功するはずだったが、運行開始が遅れ、運行開始後は単純に比較する事が困難なアメリカから導入されたジェット機と強制的に競争する事になった。イギリスは長期間の運用で優れた設計を生み出すことが明らかになったが、それは限られた分野だった。
IV型のコメットはほとんど顕著な成功だったが3度の不明確な墜落事故と設計変更によって再就航が大幅に遅れたことによりアメリカのボーイング707によって追いつかれる事態となった。
1960年代にはイギリスはアメリカによって旅客機の市場を失った事が明白になり、後に設計されたBAC 1-11、ビッカース VC-10、ホーカー・シドレー トライデントは一応の成功はしたものの再び失われた市場の大部分を獲得する事はできなかった。
別の委員会が超音速設計のSTACを検討する為に設立され、100席の大陸間超音速旅客機であるブリストル 223を開発するためにブリストルとともに作業した。しかしこれは生産までに莫大な費用がかかるので、後に類似の計画（シュド シュペル・カラベル）を持つフランスとコンコルドを共同で開発することになった。